# Pseudocolus fusiformis
Pseudocolus fusiformis (E. Fisch.) Lloyd – gatunek grzybów z rodziny sromotnikowatych (Phallaceae).  

## Systematyka i nazewnictwo
Pozycja w klasyfikacji według Index Fungorum: Pseudocolus, Phallaceae, Phallales, Phallomycetidae, Agaricomycetes, Agaricomycotina, Basidiomycota, Fungi.
Po raz pierwszy takson ten zdiagnozował w 1891 r. Eduard Fischer nadając mu nazwę Colus fusiformis. Obecną, uznaną przez Index Fungorum nazwę nadał mu w 1909 r. Curtis Gates Lloyd, przenosząc go do rodzaju Pseudocolus. 

## Charakterystyka
Jest najszerzej rozpowszechnionym przedstawicielem rodzaju przęślikowiec, z zasięgiem występowania obejmującym Stany Zjednoczone, Australię, Japonię, Jawę i Filipiny.
W Stanach Zjednoczonych określany popularnie jako "stinky squid" z powodu charakterystycznego kształtu i zapachu.